# Pelluhue
Pelluhue is een gemeente in de Chileense provincie Cauquenes in de regio Maule. Pelluhue telde 7.571 inwoners in 2017 en heeft een oppervlakte van 371 km².